# كيلوكوسكي

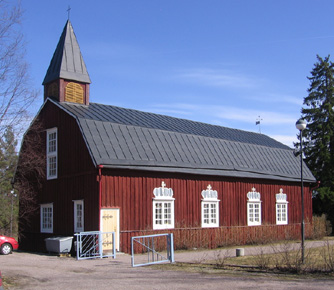
كنيسة كيلوكوسكي

كيلوكوسكي هي واحدة من ثلاث قرى في بلدية توسولا الفنلندية. ويبلغ عدد سكانها من 4400. كيلوكوسكي لها كنيستها الخاصة، التي بنيت في 1734،  ومستشفى للأمراض النفسية.
معظم الناس يتحدثون الفنلندية. في وقت سابق كان هناك أيضا أناس يتكلمون السويدية.